# Margin release
Margin release is een toets die wordt aangetroffen op de meeste schrijfmachines. Het opschrift luidt vaak MarRel of bestaat uit twee pijltjes.
Bij een schrijfmachine is het mogelijk de twee marges in te stellen. In principe kan in de marges niet getypt worden. Door MarRel te gebruiken, kan dat toch, zonder dat de instelling van de marges veranderd hoeft te worden.
Nadert de gebruiker bij het typen de instelling van de rechtermarge, dan klinkt er een bel, en als de marge bereikt is, blokkeert de machine. Normaliter zal de gebruiker nu naar de volgende regel gaan. Hij kan echter ook op MarRel drukken en dan verder typen tot de rand van het papier is bereikt.
Schuift de gebruiker de wagen terug, dan kan hij tot de instelling van de linkermarge gaan. Houdt hij tegelijk MarRel ingedrukt, dan kan hij de wagen verder schuiven.